# Fritz Kiersch
Fritz Kiersch (* 23. Juli 1951 als George Keith Kiersch in Alpine, Texas) ist ein US-amerikanischer Filmregisseur.

## Leben
Kiersch gab sein Debüt als Filmregisseur 1984 mit dem Horrorfilm Kinder des Zorns, der auf der Kurzgeschichte Kinder des Mais (Children of the Corn) von Stephen King basiert. Hierfür erhielt er eine Auszeichnung auf dem Brussels International Fantastic Film Festival als Bester Fantasyfilm.
Es folgten weitere Filme unterschiedlicher Genres. Für seinen bisher letzten Film als Regisseur – The Hunt aus dem Jahr 2006 – war Kiersch auch erstmals als Drehbuchautor tätig. 
2009 und 2011 trat er als Filmproduzent in Erscheinung.

## Filmografie (Auswahl)
- 1984: Kinder des Zorns (Children of the Corn)
- 1984: Love-Fighters (Tuff Turf)
- 1986: Cross Riders (Winners Take All)
- 1987: Under the Boardwalk
- 1988: Gor
- 1990: Tödlicher Charme (Fatal Charm)
- 1991: Into the Sun
- 1994: Stranger
- 1994: Blondes Gift – Die zwei Gesichter einer Frau (Shattered Image)
- 2006: Kontrolle – Die neue Form des Tötens (Surveillance)
- 2006: The Hunt